# Маллиникс, Сири
Сири Линн Маллиникс (англ. Siri Lynn Mullinix; род. 22 мая 1978, Денвер) — американская футболистка и футбольный тренер, выступавшая на позиции вратаря. Серебряный призёр летних Олимпийских игр (2000) и бронзовый призёр чемпионата мира (2003) в составе национальной сборной.

## Карьера

### Студенческая карьера
В футболе дебютировала в 1995 году в студенческом женском футбольном клубе «Норт Каролайна Тар Хилз», в составе которого провела первые три сезона своей игровой карьеры, после чего стала выступать в составе профессиональных футбольных команд.

### Клубная карьера
Во взрослом футболе дебютировала в 1999 году в женском футбольном клубе «Роли Уингз», в составе которого приняла участие в 4 официальных матчах, после чего взяла небольшой перерыв в клубной карьере.
В 2001 году присоединилась к команде другого американского женского клуба «Вашингтон Фридом», в составе которой выступала на протяжении следующих двух сезонов своей игровой карьеры. Вместе с командой приняла участие в 51 матче. Завершила профессиональную клубную карьеру в 2003 году.

### Карьера в сборной
В 1999 году дебютировала в официальных матчах в составе женской национальной сборной США по футболу. В 2000 году вместе с командой выступала на футбольной турнире летних Олимпийских игр в Сиднее, на котором команде удалось завоевать серебряные медали. Спустя три года вместе со сборной выступала на домашнем чемпионате мира, став обладательницей бронзовой медали турнира.
Всего в составе национальной команды приняла участие в 45 матчах.

### Тренерская карьера
После завершения игровой карьеры Маллиникс стала работать помощником главного тренера команды «Гринсборо Спартанс», а в 2009 году перешла в тренерский штаб «ВКЮ Рэмз».
С 2011 года она занимает пост ассистента главного тренера женской футбольной команды «Клемсон Тайгерс».